# マクドナルドの都市伝説
ファーストフードチェーン店であるマクドナルドにまつわる都市伝説は数多く存在する。これらの都市伝説には食品にまつわるものだけではなく、企業による差別への疑惑も含まれる。

## テロ支援
1980年代後半のイギリスにおいて「マクドナルドは NORAIDを通してIRA暫定派 へとひそかに資金提供を行った」という根強い噂が流布した。この噂の元は、最終的にはCNNのトークショーにおいて、この企業が従業員のためにIRA (Individual Retirement Account)と呼ばれる個人退職口座を通じて資金を提供したことに対して、寛大さを賞賛されたことに行き着く。

## 珍妙な原材料
大企業はこの小題のような「彼らはコストを削減するために通常では含まれない、非倫理的な原材料を製品に用いている」といった噂の対象とされてきた。マクドナルドでも以下のものが使われているという主張があった。

### ミミズ
マクドナルドの店舗において、ハンバーガーにミミズを使用しているというものである。この噂は少なくとも1978年までさかのぼることができる。

### 牛の目玉
この噂は次のようなものである。1つの信念としてマクドナルドは牛の目玉を製品に使用している。なぜなら"牛肉100%"と銘打ちブランド化しているからだ。しかしながら、アメリカ合衆国農務省 (USDA) は眼球を含む全ての牛肉の部位をラベル付けして表示するよう義務付けており、マクドナルドは製品は「100% USDA検査済みの牛肉であり、無添加・つなぎ不使用・まぜもの無し」と主張している。加えて、実際のところ牛の眼球は科学的な機関で実験に用いられることから、一般的に食べられる牛肉の部位よりも高価である。
関連する都市伝説に、マクドナルドは"牛肉100%"と呼ばれる会社から食肉を購入することにより、大豆合成肉"牛肉100%"で牛肉製品を作ることを可能としているというものがある。

### ミュータント研究所の食肉
2000年の3月から5月にかけて、ブラジルではインターネット上で電子メールを介して、なんとマクドナルドの肉は研究所で飼育されている遺伝子改変動物から作られている、という噂が広まった。
この電子メールには次のように記されている。「わずかな人はその非常に疎ましい場所を見た。彼らには手足も、角も、骨も（代わりに未発達の軟骨組織がある）、眼も、尾も、毛皮も無かった。頭部は野球ボールほどの大きさで、胃に通されたチューブにより、直接給餌をされていた」
この電子メールは次のように続く。「この肉を食べることによりいくつかの不可逆的な健康被害が起きえます。この結果、明白にAIDSと似た病気へと導かれ、また、この病気はアルツハイマー病に関連する症状が現れます」そして、最後に読者に向けてマクドナルドが本物の牛肉を売りはじめるまでボイコットするよう奨励して終わる。
この都市伝説は、KFCのミュータントチキンなど、他のファーストフードチェーンや食肉製品にも見られる性質がある。
この噂のプロットはフレデリック・ポール（及びC・M・コーンブルース）の記したSF小説の宇宙商人に見ることができる。

### 豚の脂肪
この噂はマクドナルドがミルクシェークやアイスクリーム、フライドポテトに豚の脂肪を使用しているというものである。マクドナルドは各地域のウェブサイトで、全ての製品に対して完全な成分表を提供しており、未定義の脂肪分がソフトクリーム、サンデーなどのアイスクリームに含まれている。 しかしながら、マクドナルド・オーストラリアでは具体的に「ラードも豚の脂肪も絶対にマクドナルドのソフトクリームサービスには含まれていません」と記した。この噂は、実際にマクドナルドが揚げ油に牛脂を使用していた過去と混同される場合がある。

### ウリのパイ
これはオーストラリアでの噂で、マクドナルドのアップル・パイがリンゴではなく、ウリから作られているというものである。結局この噂は、実際にはマクドナルドのパイには本物の青リンゴが使用されていることを強調する結果に導かれた。

## 差別
2011年の噂は、マクドナルドがアフリカ系アメリカ人の顧客へ1.5ドルの追加料金を課する声明を発表したというものであった。この噂はデマであることが証明されている。